# 斯特拉特福 (新罕布什爾州)
斯特拉特福（英語：Stratford）是一個位於美國新罕布什爾州庫斯縣的鎮。

## 人口
根據2020年美國人口普查的數據，斯特拉特福的面積為206.60平方千米，當中陸地面積為205.20平方千米，而水域面積為1.40平方千米。當地共有人口662人，而人口密度為每平方千米3人。